# 負けないで…片想い
「負けないで…片想い」（まけないで かたおもい）は、島田奈美の2枚目のシングル。
収録曲
（作詞：森雪之丞／作曲：林哲司／編曲：船山基紀）
1. 負けないで…片想い
2. 昼下がりの星屑

## 野川さくらのシングル
「負けないで…片想い」（まけないで かたおもい）は、野川さくらの2枚目のシングル。2001年9月5日にポニーキャニオンから発売された。
概要
表題曲は、テレビアニメ『SAMURAI GIRL リアルバウトハイスクール』のエンディングテーマ。鬼塚美雪役の声優・野川さくら歌唱によるシングル。1986年に発表された島田奈美の「負けないで…片想い」のリメイク。
収録曲
1. 負けないで...片想い
2. エンゼル・フィッシュ
3. 負けないで...片想い（カラオケ）
4. エンゼル・フィッシュ（カラオケ）